# Environnement en Méditerranée
L'environnement en Méditerranée est l'environnement (ensemble des éléments - biotiques ou abiotiques - qui entourent un individu ou une espèce et dont certains contribuent directement à subvenir à ses besoins) de la Mer Méditerranée et de son aire géographique, le Bassin méditerranéen.
Le bassin méditerranéen présente, du fait de sa situation unique en terme géographique et climatique, une exceptionnelle richesse au niveau de la faune (oiseaux, mammifères marins, poissons...) et de la flore méditerranéenne, spécifique ; mais la perte de biodiversité est importante depuis 1970.
Le réchauffement climatique accentue les phénomènes naturels de canicules, incendies et sécheresses que connait le bassin méditerranéen. La région, où vivent plus de 500 millions d’habitants, fait partie des zones les plus touchées de la planète par ces phénomènes et se réchauffe plus vite que la moyenne mondiale.

## La biodiversité en Méditerranée

### Milieux en Méditerranée

Image satellite du bassin méditerranéen.

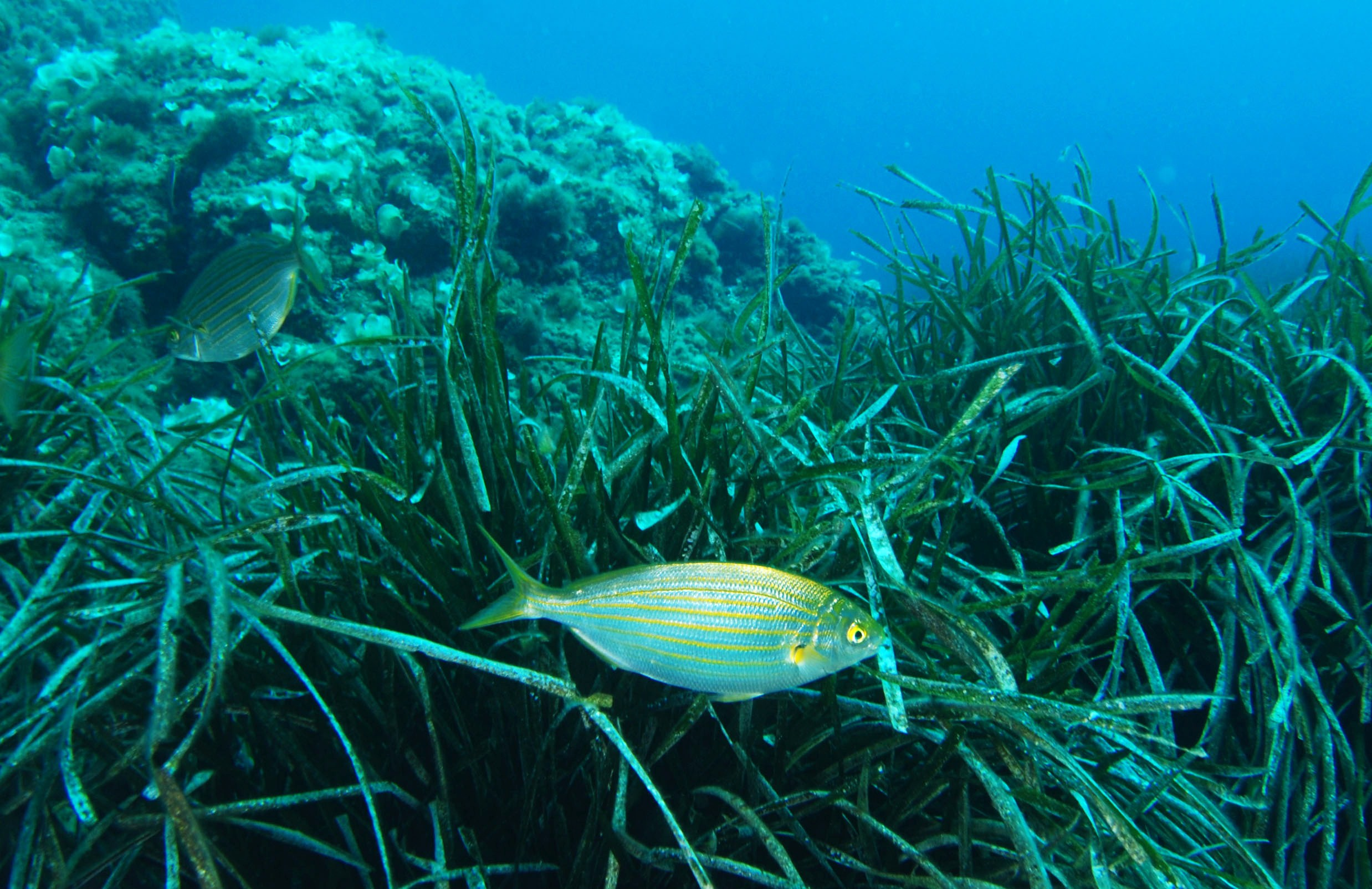
L'herbier de posidonies, endémique de la mer Méditerranée, est son écosystème majeur cumulant les fonctions de zone d'alimentation, de zone de frai, d'habitat pour la faune, de producteur d'oxygène et d'élément de stabilisation des fonds marins tout en participant également aux luttes contre l'érosion côtière et la turbidité de l'eau.

La mer Méditerranée est plus salée et plus pauvre en nutriments que l’océan Atlantique, en particulier à cause du détroit de Gibraltar qui bloque les grands courants de l’Atlantique. En raison de l’aridité du climat et de l’effet des vents, l’évaporation est plus importante que les apports des pluies et des fleuves, ce qui concentre la teneur en sel ; un équilibre est globalement préservé grâce à deux écoulements contraires au niveau de Gibraltar : un flux d'eau Atlantique entrant en surface et un flux d’eau salée sortant en profondeur.
La Méditerranée représente 0,8 % de la surface de l’océan mondial et 8 à 9 % de la biodiversité marine (10 à 12 000 espèces). Le domaine continental de la Méditerranée représente 1,6 % de la surface des continents et 10 % de la biodiversité mondiale (notamment 20 000 plantes, dont 52 % d’endémiques), ce qui fait du bassin méditerranéen le deuxième plus grand point chaud de biodiversité de la planète après les Andes tropicales,.
Les zones humides ont perdu environ la moitié de leur superficie en un siècle (de 1900 à 2000) selon l'Observatoire des zones humides méditerranéennes.

### Faune et flore en Méditerranée
Le bassin méditerranéen présente, du fait de sa situation unique en terme géographique et climatique, une exceptionnelle richesse au niveau de la faune (oiseaux, mammifères marins, poissons...) et de la flore méditerranéenne, spécifique.
La faune et la flore méditerranéennes comportent environ 20-30 % d’endémiques, 3-10 % d’espèces pantropicales, 55-75 % d’espèces atlantiques et 5 % d’« espèces lessepsiennes »,. Le taux d’endémisme y est de 18 % chez les crustacés et les poissons, 48 % chez les spongiaires, 20 % chez les algues, 50 % chez les ascidies, si bien que la Méditerranée occupe la deuxième place mondiale en termes de richesse d’espèces endémiques. Toutefois, 21 % d'entre elles sont classées vulnérables, et 11 % en voie de disparition.
La Méditerranée est cependant une mer relativement pauvre en termes de biomasse, notamment dans sa partie orientale en raison d'une limitation en phosphates qui réduit le développement du phytoplancton,.

#### Faune en Méditerranée
Les « espèces-phares » de Méditerranée sont les mérous (notamment Epinephelus marginatus, mais aussi Mycteroperca rubra (en), Epinephelus costae (ceb), Epinephelus caninus (ceb) et Epinephelus aeneus), le corail rouge (et quelques autres gorgones et coraux abyssaux), la grande nacre, plusieurs espèces de requins et raies, le phoque moine de Méditerranée, les tortues caouanne et verte, les cétacés (rorqual commun, cachalot, orque, baleine de Cuvier, dauphin de Risso, Marsouin commun, globicéphale noir, dauphin commun, dauphin à bec étroit, Dauphin bleu et blanc, grand dauphin), et certains oiseaux marins comme le balbuzard pêcheur ou le puffin yelkouan. De nombreux invertébrés bénéficient aussi d'un grand succès populaire, notamment les nudibranches.
Les mammifères, amphibiens, reptiles et poissons ont régressé de 40 % environ depuis 1970. 30 % des amphibiens, 25 % des reptiles et 15 % des mammifères, contre 5 % « seulement » des oiseaux, sont menacés d'extinction dans la zone méditerranéenne selon la Liste rouge de l'UICN. Les poissons d'eau douce régressent encore plus vite dans la zone méditerranéenne qu'à l'échelle mondiale (39 % sont menacées d'extinction en Méditerranée contre 15 % dans le monde). Les causes sont notamment la destruction et pollution des habitats, dont par les engrais, pesticides et l'invasion d'espèces exogènes.
Le canal de Suez ouvert en 1869 a permis à de nouvelles espèces de s'introduire. Actuellement le rythme de transit est de 5 à 10 espèces supplémentaires par an, en Méditerranée orientale.
Les mesures de protection de la biodiversité semblent donner des résultats chez quelques oiseaux d'espèces protégées : pélicans, flamants roses et grues ont des effectifs qui remontent dans la zone méditerranéenne.

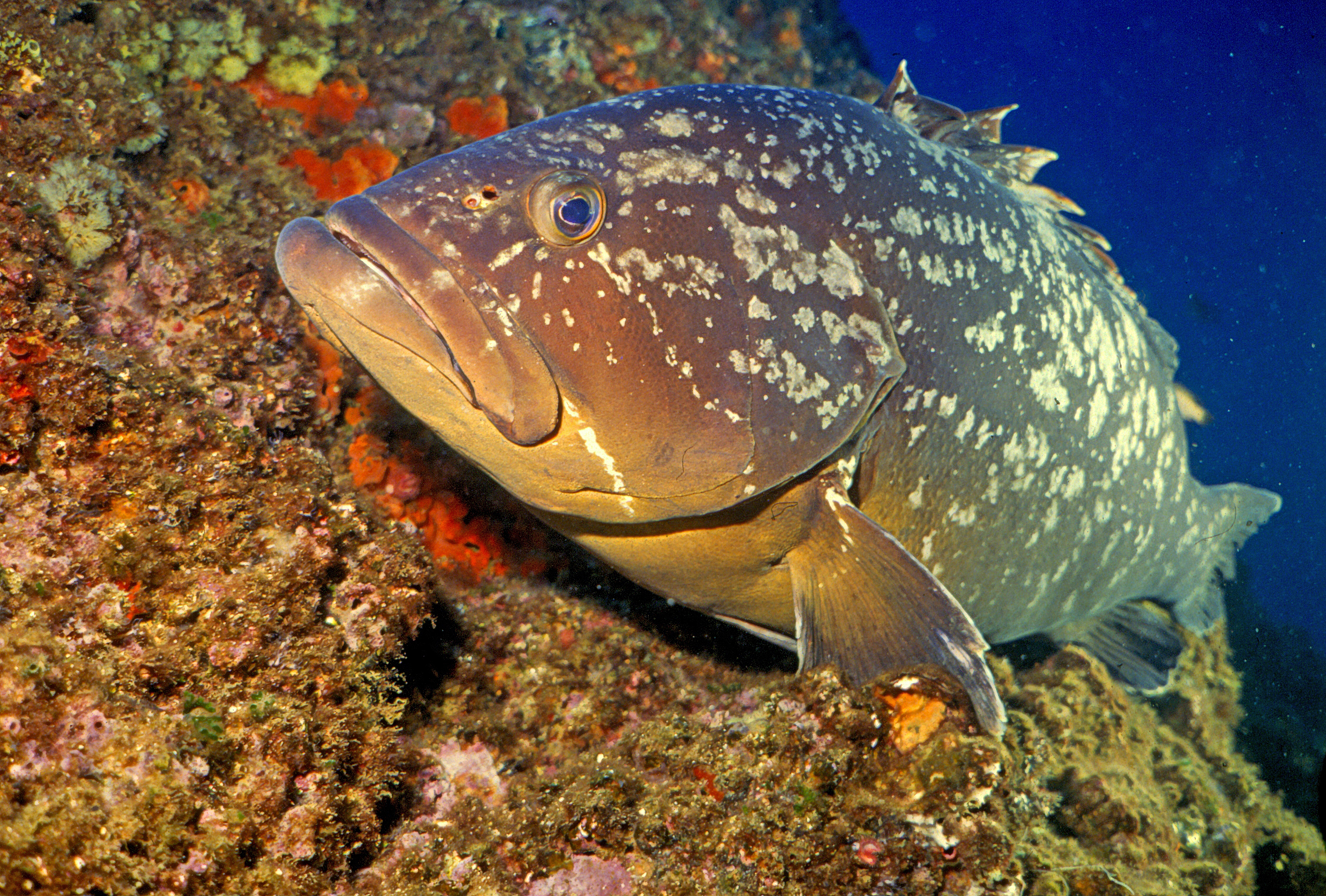
Mérou royal (Epinephelus marginatus)
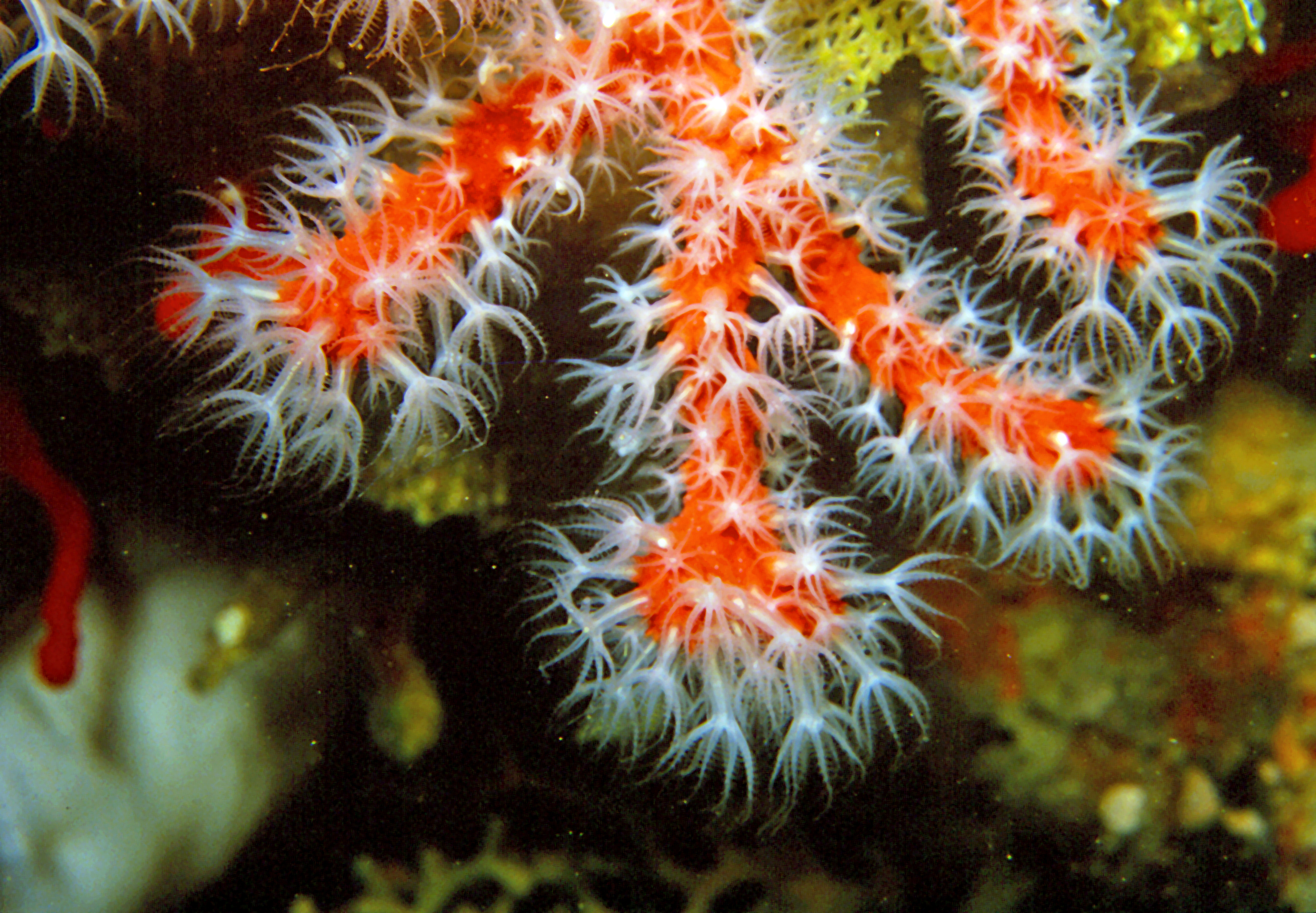
Corail rouge (Corallium rubrum)
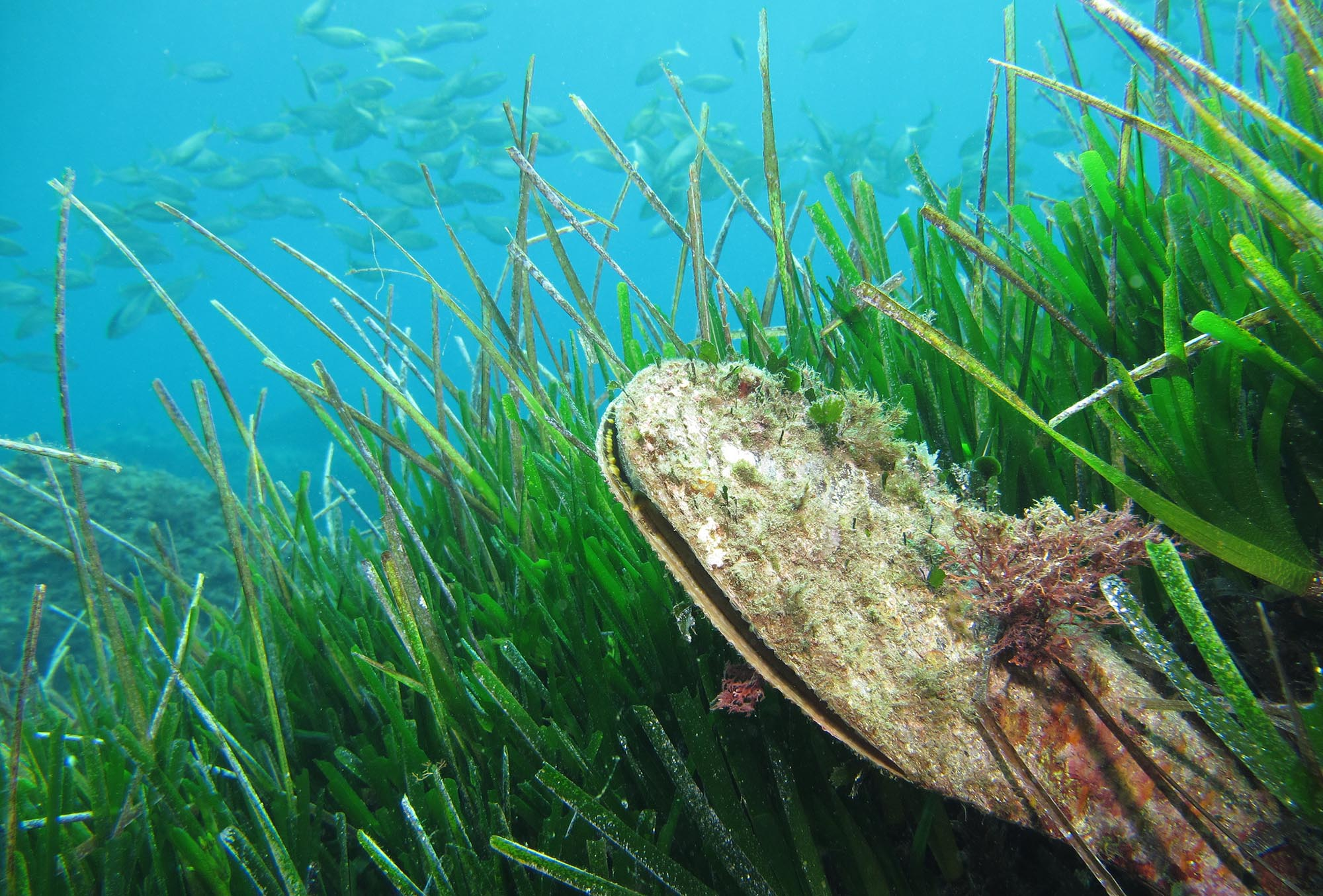
Grande nacre (Pinna nobilis)
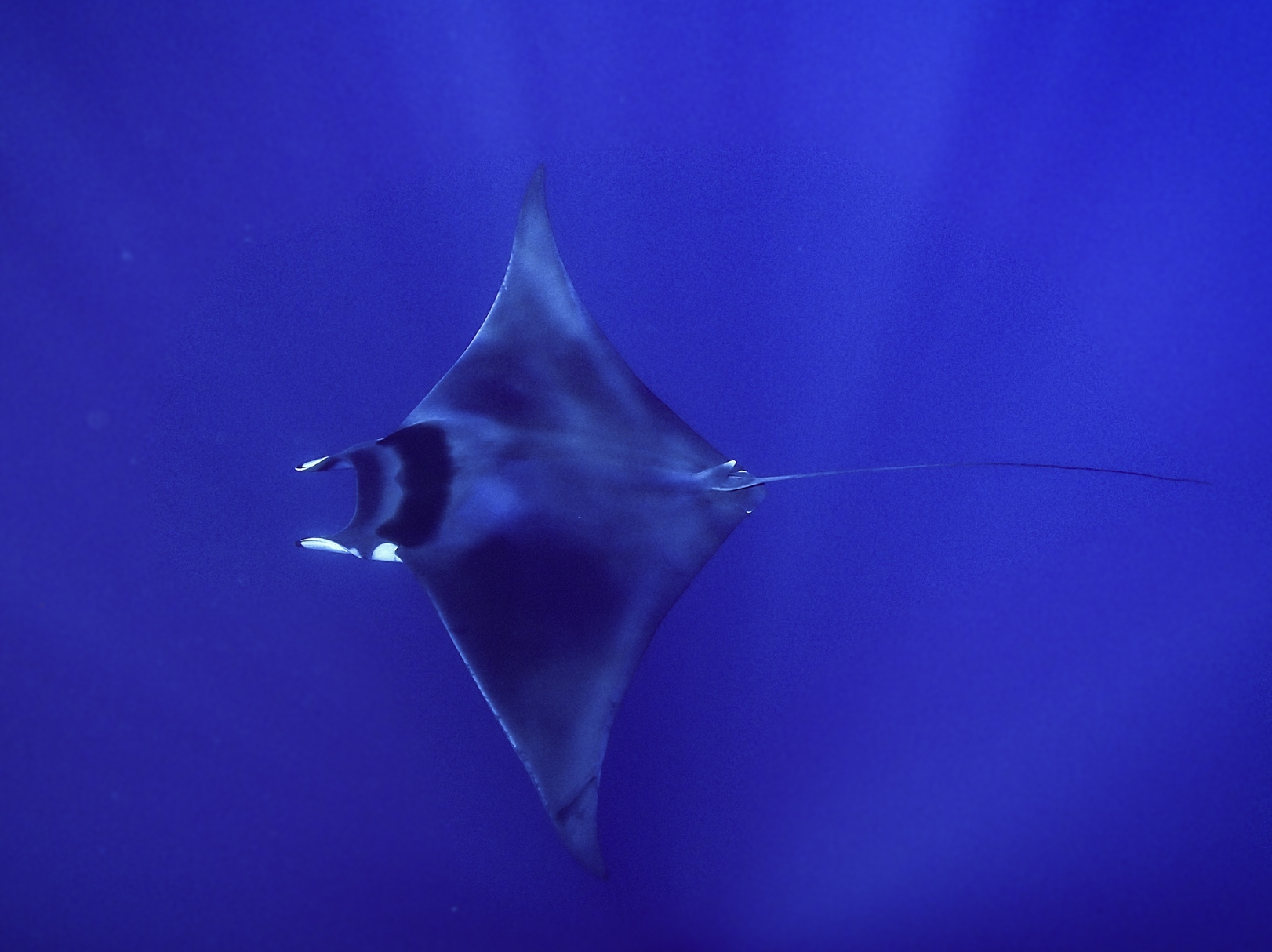
Une raie mobula (Mobula mobular)
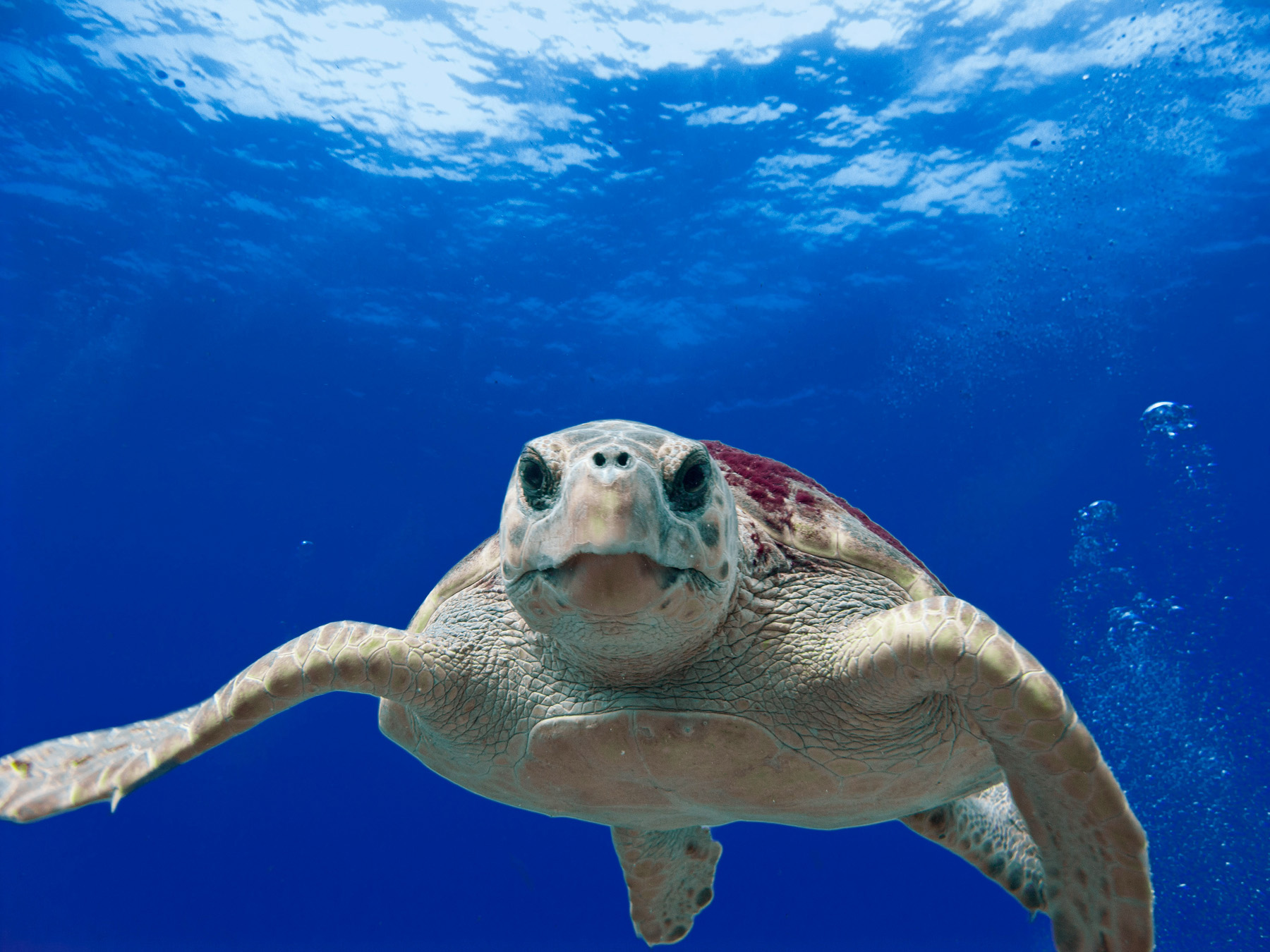
Une tortue caouanne (Caretta caretta)
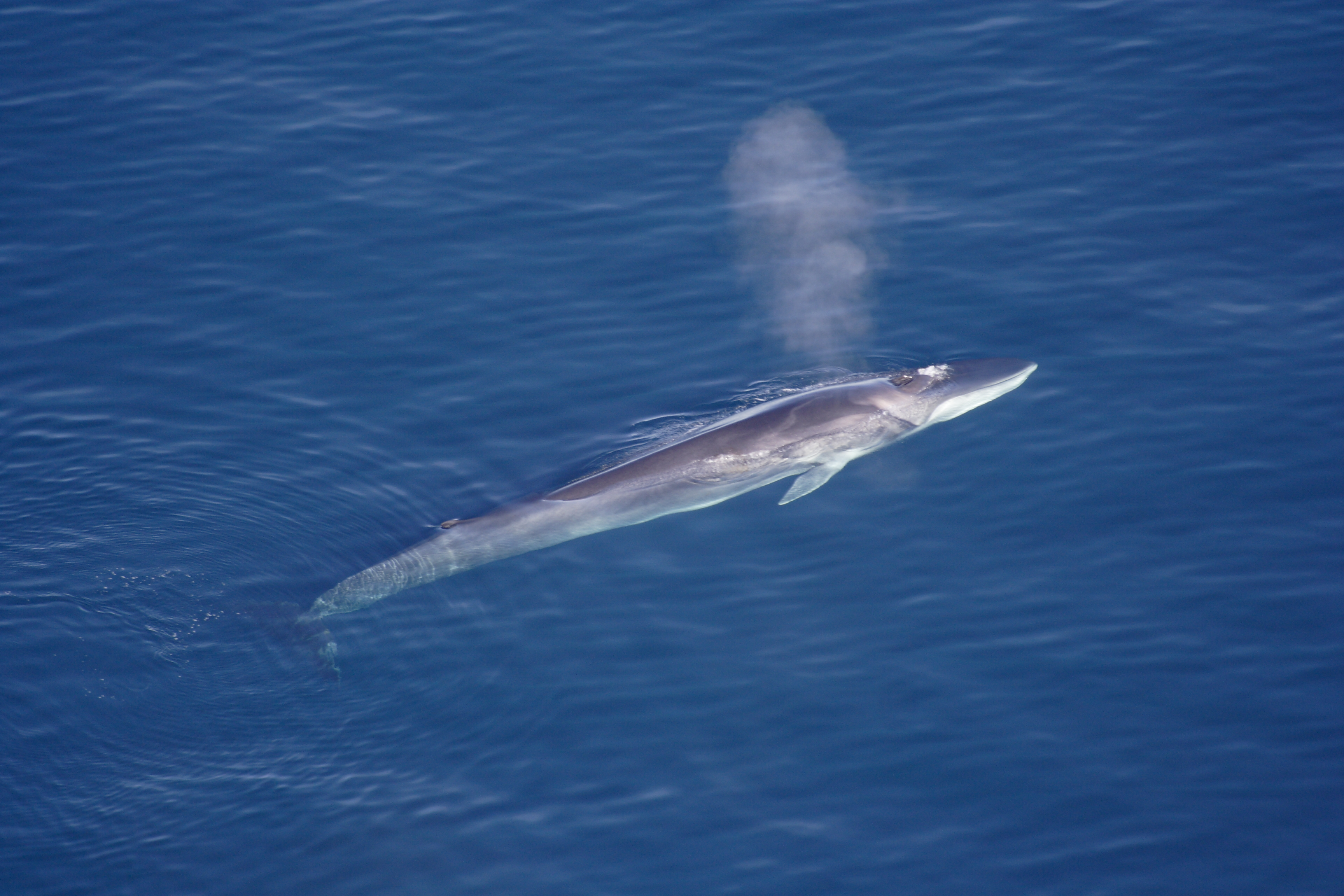
Un Rorqual commun (Balaenoptera physalus)
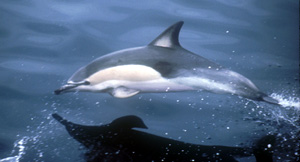
Un dauphin commun (Delphinus delphis)
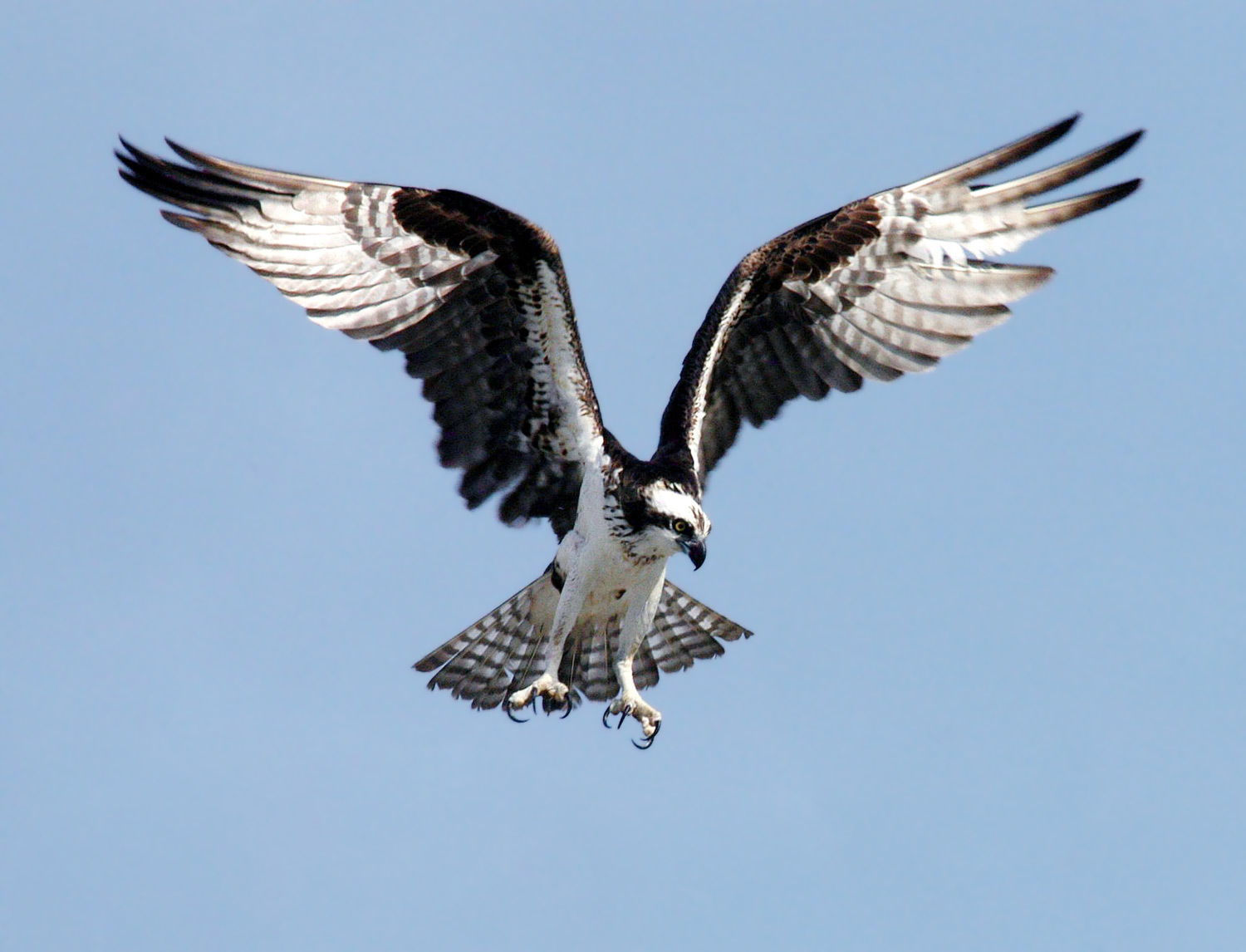
Un Balbuzard pêcheur (Pandion haliaetus)
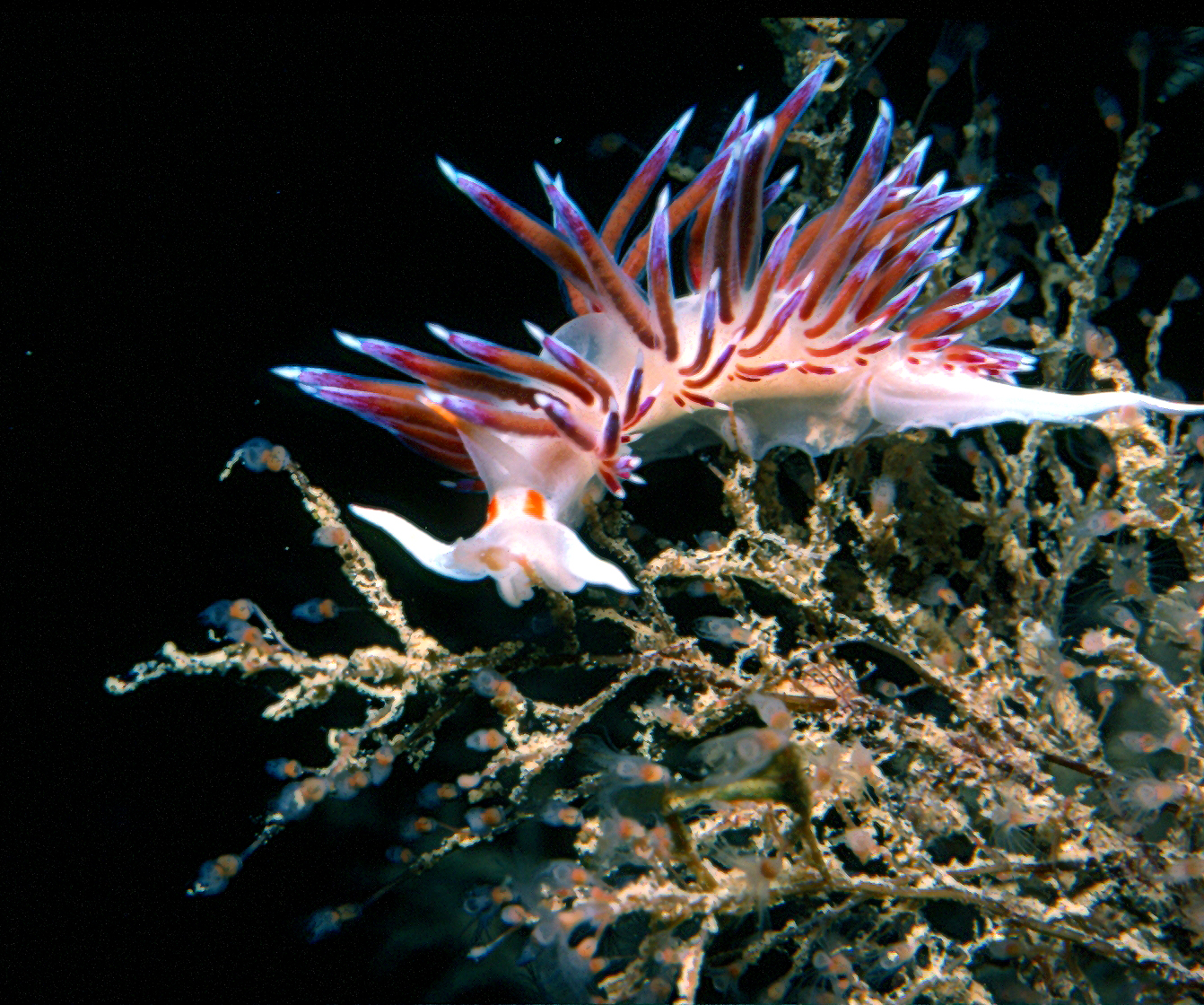
Hervia pèlerine (Cratena peregrina), un nudibranche.

## Impacts sur les milieux naturels

### Activités humaines

#### Transports

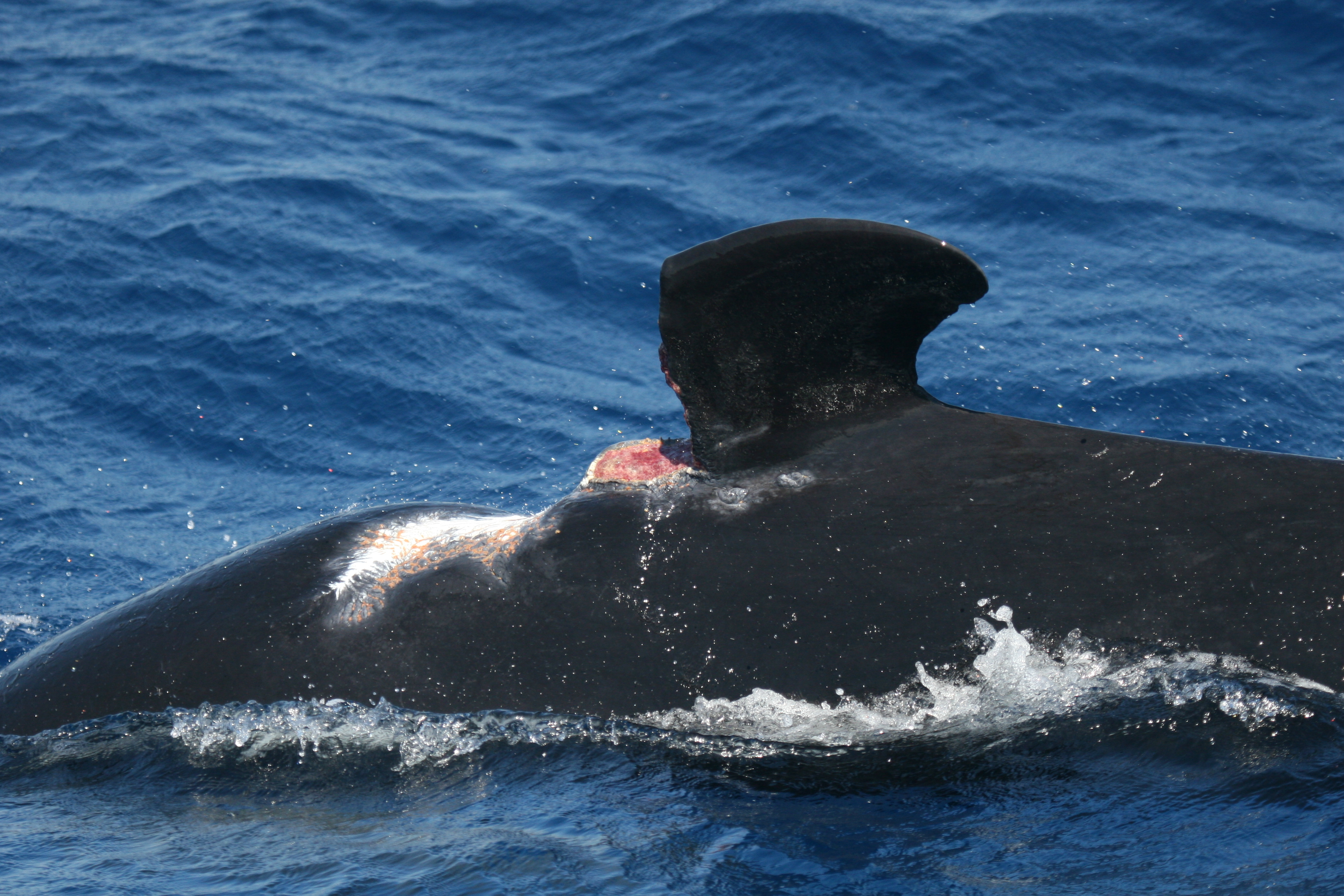
Ce globicéphale a manifestement été estropié par une hélice de navire.

Le Bassin Méditerranéen a connu un flux commercial important depuis l'Antiquité, à la croisée de routes commerciales terrestres et maritimes. 
La navigation est très développée de longue date. La Méditerranée voit passer un quart du trafic maritime mondial, le long de routes extrêmement denses où les navires — comme les espèces marines — sont régulièrement concentrés par des détroits exigus (Dardanelles, canal d'Otrante, détroit de Messine, canal de Corse, canal de Sicile, bouches de Bonifacio, canal de Corinthe et bien sûr le détroit de Gibraltar). Ainsi, le risque de collisions est énorme le long de ces autoroutes maritimes entre les cétacés et les navires peu manœuvrables que sont porte-conteneurs, ferries, paquebots et super-yachts,
Les flux aériens sont également importants, au sein du Bassin Méditerranéen mais aussi au dessus de celui-ci (liaisons Europe - Afrique).

#### Agriculture, pêche et chasse

##### Agriculture en Méditerranée

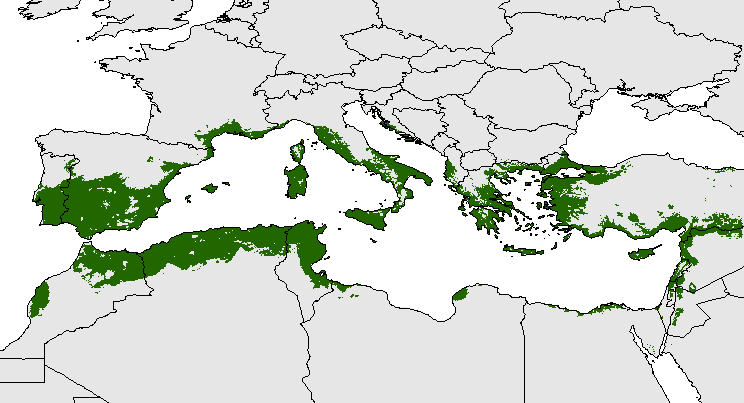
Modélisation de la distribution d'oliviers dans le bassin méditerranéen.

L'agriculture méditerranéenne est traditionnellement définie autour des trois cultures (dite trilogie méditerranéenne) : celles du blé, de l'olivier et de la vigne, dont la présence dans la région remonte à l'Antiquité.
Mais celle-ci produit aussi d'importantes quantité de fruits et de légumes (dont beaucoup, venues d'Orient ou du Nouveau Monde, ont été introduits plus récemment), notamment dans les huertas et une horticulture intensive le long des vallées fluviales. L'agriculture méditerranéenne est ainsi caractérisée par l'importance de l'irrigation pour faire face à l'aridité estivale. La production arboricole est dominée par la production de pêches, d'abricots, de melons, de cerises et de prunes et plus au sud, par les agrumes et de dattes. Les légumes sont essentiellement des tomates, des aubergines, des artichauts, des poivrons et des choux. D'autres céréales ont aussi une importante présence comme le riz notamment dans la plaine du Pô, ou encore le maïs ou le mil dans d'autres régions, notamment en Afrique du Nord pour cette dernière.

##### Pêche en Méditerranée
La pêche est un secteur extractif important en Méditerranée. La consommation de poissons par habitant est relativement élevée. Les variétés de poissons pêchées traditionnellement sont le thon, la sardine et l'anchois.
83 % des populations de poissons sont surexploitées en Méditerranée (on parle de surpêche), et ce chiffre atteint 93 % dans les eaux de l'Union européenne.

#### Activités tertiaires et tourisme
Le Bassin Méditerranéen a connu un flux commercial important depuis l'Antiquité, à la croisée de routes commerciales terrestres et maritimes. Les activités portuaires et commerciales sont très développées.
La Méditerranée est la première destination touristique au monde (360 millions de touristes par an dont 26 millions de croisiéristes, soit 27 % du tourisme mondial),,.

### Pression sur les ressources

#### Pression sur les ressources non renouvelables
Les ressources énergétiques fossiles sont très fortement concentrées sur trois pays : l’Algérie, la Libye et l’Égypte. Les pays méditerranéens importateurs dépendent par ailleurs de 26 pays exportateurs de pétrole.

### Pollutions

#### La pollution de l'air
Dans les années 2000 / 2010 notamment, une pollution de l'air liée aux grands paquebots affecte plusieurs grands ports de Méditerranée (croissance du tourisme de croisière), provoquant plus de 1 700 morts prématurés par an.

#### La pollution de l'eau
- Selon l’Institut de santé globale suisse, les mégots représentent 40 % des déchets que l’on trouve dans la Méditerranée.

### Impacts de l'urbanisation
Le Bassin Méditerranéen a connu une urbanisation littorale importante depuis l'Antiquité.
C'est une des régions du monde où l'urbanisation et la périurbanisation consomment le plus de ressources naturelles, avec des impacts en termes d'artificialisation, de fragmentation, érosion des sols et destruction de milieux naturels.

## L'exposition aux risques

### Catastrophes naturelles

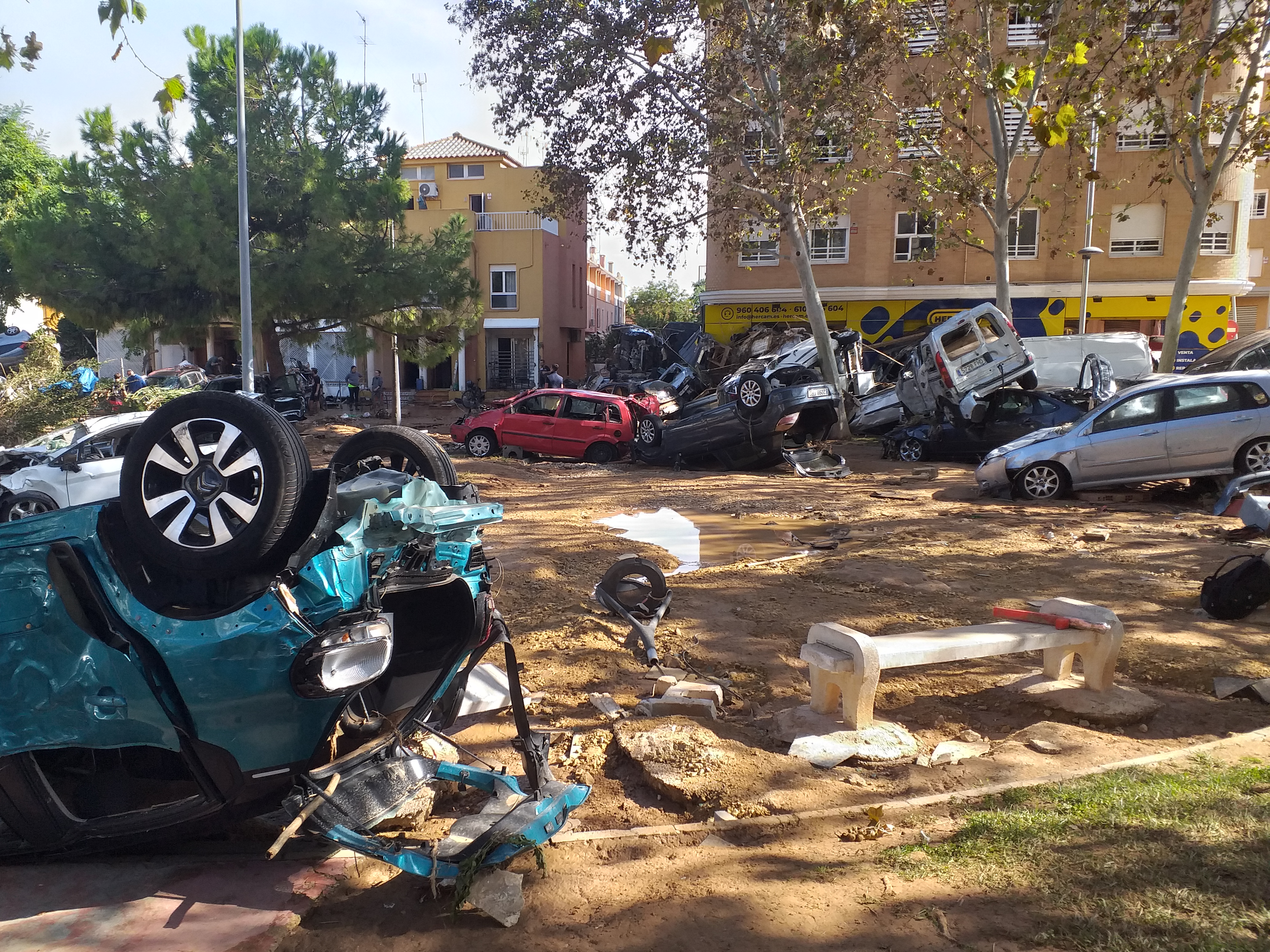
Alfafar dévastée par les inondations de 2024 en Espagne

Le Bassin Méditerranéen est exposé à de multiples aléas naturels : 
- séismes et volcanisme,
- inondations, tempêtes, glissements de terrain et coulées de boues,
- incendies, sécheresses et canicules,

Le dérèglement climatique accentue le risque de sécheresse mais aussi celui de fortes pluies.
Les Inondations de 2024 en Espagne on provoqué la mort de 225 personnes et des dégâts majeurs affectant notamment les moyens de transport.

### Canicules, sécheresses et incendies
Le réchauffement climatique, provoqué par les activités humaines, accentue les phénomènes naturels de canicules, incendies et sécheresses que connait le bassin méditerranéen. La région, où vivent plus de 500 millions d’habitants, fait partie des zones les plus touchées de la planète par ces phénomènes et se réchauffe plus vite que la moyenne mondiale. Les pratiques agricoles sont affectées par des phénomènes météorologiques extrêmes et des périodes prolongées de canicule. Les agriculteurs sont exposés aux intempéries et s'en trouvent affectés.
A l'été 2023, l’ensemble des pays du bassin, en particulier l’Italie, la Grèce, la Turquie, la Tunisie et l’Algérie, est en prise avec des vagues de chaleur et des incendies dantesques, laissant derrière eux un lourd bilan humain et environnemental. Fin juillet, les températures atteignent de nouveaux records, avec 48,2 °C à Jerzu (Sardaigne), 47,8 °C à Syracuse (Sicile), 48,7 °C à Alger, 49 °C à Tunis ou 43 °C à Izmir (Turquie).
Ces 2 mois d'intenses chaleurs s'accompagnent d'incendies en France, Italie, Algérie, Grèce, Croatie, Bulgarie, ainsi qu'au Portugal. Les Feux de forêt de 2023 en Grèce ont brûlé 159 000 ha de terres et provoqué la mort de 30 personnes. 
En août 2024, les Feux de forêt de 2024 en Grèce se rapprochent d'Athènes, entrainant l'évacuation de localités dont 2 hôpitaux. Cela souligne la vulnérabilité croissante de la Grèce aux feux de forêt.

#### Surchauffe estivale de l'eau
Depuis les années 1980, la Méditerranée se réchauffe en moyenne de 0,4 °C par décennie.
Le 21 juillet 2022, jour de l'intensité maximale de la canicule en mer de Ligurie (au nord de la Corse), un excès de 5°C par rapport à la moyenne observée depuis 1900 a été mesuré par l’Agence spatiale européenne (ESA). Ces mesures ont ainsi enregistré l'une des vagues de chaleur marine les plus intenses jamais observées spatialement en Méditerranée depuis le lancement de Spoutnik le 4 octobre 1957. Les vagues de chaleur marines ont eu cette année-là des effets néfastes sur les écosystèmes marins et sont à l’origine de phénomènes météorologiques extrêmes : tempêtes, ouragans, inondations, sécheresses et incendies.
Le 15 août, la température médiane quotidienne de la surface de la mer Méditerranée a atteint 28,9 °C, battant le record de 28,71 °C mesuré le 24 juillet 2023.

## Politique environnementale en Méditerranée
En 2005, la « Stratégie Méditerranéenne pour le Développement Durable » (SMDD) a été adoptée par 21 pays et territoires. Les principaux objectifs de cette stratégie sont de favoriser l’Utilisation Rationnelle de l’Energie (URE), de valoriser le potentiel des Energies Renouvelables (ER), de maîtriser et de stabiliser ou réduire, selon chaque situation particulière, les émissions de Gaz à effet de serre (Plan Bleu, 2008). 